# Amerikaans voetbalkampioenschap 1914/15
In 1914/15 werd het dertiende seizoen van de National Association Football League gespeeld. West Hudson AA werd voor de zesde maal kampioen.

## Eindstand
| Plaats | Club                    | Wed. | W  | G | V  | Ptn |
| ------ | ----------------------- | ---- | -- | - | -- | --- |
| 1.     | West Hudson AA          | 16   | 14 | 0 | 2  | 28  |
| 2.     | Jersey AC               | 16   | 13 | 1 | 2  | 27  |
| 3.     | Kearny Scots            | 16   | 8  | 5 | 3  | 21  |
| 4.     | Bronx United            | 14   | 7  | 0 | 7  | 14  |
| 5.     | New York Clan MacDonald | 14   | 5  | 4 | 5  | 14  |
| 6.     | Brooklyn Field Club     | 14   | 5  | 3 | 6  | 13  |
| 7.     | Paterson Rangers        | 14   | 4  | 4 | 6  | 12  |
| 8.     | Newark FC               | 16   | 2  | 1 | 13 | 5   |
| 9.     | Paterson True Blues     | 16   | 0  | 2 | 14 | 2   |